# Слънчево затъмнение на 22 юли 2009
Слънчевото затъмнение на 22 юли 2009 ще бъде пълно, с магнитуд 1,080 и ще бъде видимо в тесен коридор през северна Индия, източен Непал, Бутан, централен Китай и Тихия океан - островите Рюкю, Маршаловите острови и Кирибати. Градовете Сурат, Варанаси и Патна в Индия, Тхимпху в Бутан, Чънду, Чунцин, Ухан, Ханджоу и Шанхай в Китай предлагат идеални условия за наблюдение на пълното слънчево затъмнение. Затъмнението ще бъде видимо като частично в югоизточна Азия и североизточна Океания.
Това слънчево затъмнение ще бъде най-дългото пълно слънчево затъмнение, станало през 21 век. Ще продължи 6 минути и 39 секунди, с максимум в 02:35:21 часа по Гринуич на 100 километра южно от островите Бонин, югоизточно от Япония.
Предишното слънчево затъмнение e на 26 януари 2009 г. Следващото е на 15 януари 2010 г.